# Rap God
Rap God (englisch für „Rap-Gott“) ist ein Lied des US-amerikanischen Rappers Eminem. Der Song ist die dritte Singleauskopplung seines achten Studioalbums The Marshall Mathers LP 2 und wurde am 15. Oktober 2013 ausschließlich zum Download veröffentlicht.

## Inhalt
Im Lied behandelt Eminem vor allem seinen Status als Rap-Superstar. Dabei verwendet er viele verschiedene Flowvarianten, inklusive Double- und Tripletime.
Zu Beginn des Songs ist eine Stimme zu hören, die Eminems Auftritt einleitet. Im Refrain sagt Eminem, dass er sich langsam wie ein Rap-Gott fühle und er wie ein Roboter rappe. Der erste Vers handelt davon, dass der Rapper schon seit der Lewinsky-Affäre Geld mit seinem Rap mache und immer noch einer der Größten im Genre sei. Im zweiten Vers rappt Eminem darüber, dass er heute Vorbild für viele andere Rapper ist, die den Schlüssel zum Erfolg suchen, den er hat. Er selbst sei von Rakim, Lakim Shabazz, 2Pac sowie N.W.A inspiriert worden und hat heute den Status, dass er selbst die Laudatio für seine früheren Idole von Run-D.M.C. zur Aufnahme in die Rock and Roll Hall of Fame halten konnte. Der dritte Vers ist mit Abstand der längste. Hier vergleicht Eminem sich mit unbekannteren Rappern unter anderem als Odin und Thor, Lehrer und Schüler sowie Dobermann und Pudel. Er sagt, er rappe trotz seines Legendenstatus heute noch auf dem gleichen technischen Niveau wie zu seiner Anfangszeit. Hierbei wiederholt er eine Zeile über den Amoklauf an der Columbine High School, die auf der Marshall Mathers LP noch zensiert wurde, weil man sie damals für zu hart erachtete. Eminem kritisiert außerdem die Leute, die meinen, er hätte sich von echtem Rap abgewandt und mache Popmusik, um den Mainstream zu bedienen. Er habe es an die Spitze geschafft, obwohl er aus der Schule flog und drogensüchtig war und ist heute immer noch hungrig nach mehr Erfolg. Außerdem verteidigt er seine häufig frauenverachtenden Texte, weil er in schwierigen Familienverhältnissen aufgewachsen sei. Der Track schließt mit der Zeile: „König sein? Ich denke nicht. - Warum sollte man ein König sein, wenn man ein Gott sein kann?“.
Neben den bereits genannten Personen gibt es im Lied auch Anspielungen an die Rapper Busta Rhymes, Waka Flocka Flame, Fabolous, Ray J, Heavy D, Slick Rick, Big Pun und Pharoahe Monch.
Aufgrund der häufigen Verwendung der Wörter Faggot und gay im Song wurde Eminem von verschiedenen Schwulen- und Lesbenverbänden heftig kritisiert.

## Produktion
Die Musik des Liedes wurde von dem US-amerikanischen Produzent DVLP in Zusammenarbeit mit Filthy, der als Co-Produzent fungierte, produziert. Es stechen vor allem die verwendeten crunkmäßigen Synthesizer heraus. Für die Produktion wurden keine Samples von Songs anderer Künstler verwendet.

## Musikvideo
Das zu Rap God gedrehte Video, bei dem Syndrome Regie führten, feierte am 27. November 2013 auf YouTube Premiere und verzeichnet über 1,2 Milliarden Aufrufe (Stand Februar 2022).
Eminem parodiert dabei in einigen Szenen die Cyber-Figur Max Headroom und rappt währenddessen vor einem bunten, flackernden Hintergrund. Sein Gesicht ist außerdem auf den Bildschirmen von Fernsehern zu sehen, die zu einer Mauer gestapelt sind; und er rappt seinen Text inmitten einer Menschentraube aus anderen Battle-Rappern, darunter Slaughterhouse und Mr. Porter. Eine weitere Szene zeigt Eminem in einer Halle, wo er mit geschlossenen Augen auf einem Stuhl sitzt. Dabei ist er an Geräten angeschlossen, die verschiedene Bücherregale nach Texten durchsuchen. Als Eminems Rappassage beginnt, öffnet er die Augen, erhebt sich vom Stuhl und steigt in die Luft auf, wobei die Gegenstände des Raumes um ihn herumwirbeln. Im Video befinden sich des Weiteren Anspielungen an die Computerspiele Portal, Asteroids, Super Mario Bros. und Pong.

## Single

### Covergestaltung
Das Singlecover ist in Schwarz-Weiß gehalten. Es zeigt Eminem, der dem Betrachter den Rücken zuwendet und die Arme ausbreitet. Der Hintergrund ist komplett Weiß, oben links bzw. rechts stehen die Schriftzüge Eminem in Beige und Rap God in Rot.

### Auszeichnungen
Im September 2014 erhielt Eminem einen Eintrag im Guinness-Buch der Rekorde, Rap God hatte den Rekord mit den meisten Wörtern in einem Lied gehalten. Insgesamt kommen in 6:04 Minuten 1560 Wörter vor, was einen Durchschnitt von 4,28 Wörter pro Sekunde ergibt. Dieser Rekord wurde in der Ausgabe von 2017 an MC Harry Shotta abgegeben.
Bei den Grammy Awards 2015 wurde Rap God in der Kategorie Best Rap Performance nominiert, unterlag jedoch dem Lied I von Kendrick Lamar.

### Chartplatzierungen
Rap God stieg in der 44. Kalenderwoche des Jahres 2013 auf Position 42 in die deutschen Charts ein und erreichte in den folgenden Wochen mit Rang 33 die höchste Platzierung. Insgesamt hielt sich das Lied fünf Wochen in den Top 100.
| ChartsChartplatzierungen       | Höchstplatzierung | Wochen |
| ------------------------------ | ----------------- | ------ |
| Deutschland (GfK)              | 33 (5 Wo.)        | 5      |
| Österreich (Ö3)                | 45 (4 Wo.)        | 4      |
| Schweiz (IFPI)                 | 31 (2 Wo.)        | 2      |
| Vereinigte Staaten (Billboard) | 7 (20 Wo.)        | 20     |
| Vereinigtes Königreich (OCC)   | 5 (9 Wo.)         | 9      |

### Auszeichnungen für Musikverkäufe
Die Single wurde in den Vereinigten Staaten für über sieben Millionen Verkäufe 2022 mit siebenfach Platin ausgezeichnet und erhielt im Jahr 2018 in Deutschland für mehr als 150.000 verkaufte Einheiten eine Goldene Schallplatte.

| Land/Region                  | Auszeichnungen für Musikverkäufe (Land/Region, Auszeichnung, Verkäufe) | Verkäufe  |
| ---------------------------- | ---------------------------------------------------------------------- | --------- |
| Australien (ARIA)            | 6× Platin                                                              | 420.000   |
| Brasilien (PMB)              | Diamant                                                                | 250.000   |
| Dänemark (IFPI)              | Platin                                                                 | 90.000    |
| Deutschland (BVMI)           | Gold                                                                   | 150.000   |
| Italien (FIMI)               | Platin                                                                 | 50.000    |
| Kanada (MC)                  | Platin                                                                 | 80.000    |
| Neuseeland (RMNZ)            | 3× Platin                                                              | 90.000    |
| Österreich (IFPI)            | Platin                                                                 | 30.000    |
| Schweden (IFPI)              | Gold                                                                   | 20.000    |
| Spanien (Promusicae)         | Gold                                                                   | 30.000    |
| Vereinigte Staaten (RIAA)    | 7× Platin                                                              | 7.000.000 |
| Vereinigtes Königreich (BPI) | 2× Platin                                                              | 1.200.000 |
| Insgesamt                    | 3× Gold · 22× Platin · 1× Diamant ·                                    | 9.410.000 |

Hauptartikel: Eminem/Auszeichnungen für Musikverkäufe

### Auszeichnungen für Musikstreaming
| Land/Region     | Auszeichnungen für Musikverkäufe (Land/Region, Auszeichnung, Verkäufe) | Verkäufe |
| --------------- | ---------------------------------------------------------------------- | -------- |
| Dänemark (IFPI) | Gold                                                                   | 900.000  |
| Insgesamt       | 1× Gold ·                                                              | 900.000  |

Hauptartikel: Eminem/Auszeichnungen für Musikverkäufe